# 姚宏遠
姚宏遠（英語：Lucas Yiu Wang Yuen，1991年9月3日—），香港男演員、模特兒及健身教練，現為無綫電視經理人合約藝員。

## 簡歷
姚宏遠有一名兄長，就讀迦密聖道中學時曾是校內足球隊（兼區隊）和乒乓球隊隊長，18歲完成會考課程後經家人提議下赴美國西雅圖升學，入讀西雅圖中央學院（Seattle Central College）兩年文科副學士（商業）課程，2011年再修讀華盛頓大學工商管理學學士（金融學）學位。直至最後一學年，他因沒太大興趣從事金融業，所以一畢業就選擇回流香港發展，在2013年9月某日看見第27期無綫電視藝員訓練班的招募廣告便嘗試投考，結果獲得取錄，隨後僅花六個月向導師鄭丹瑞和張達明學習基礎演戲技巧，並成為無綫電視經理人合約藝員；2013年11月至2014年2月曾短暫任職霍利斯特模特兒。
2014年11月，姚宏遠在《萬千星輝賀台慶》得到10萬元獎金獎品；2019年1月與陳俊堅、鄭雋熹、程浩駿、林浩文及關梓陽合作經營 YouTube 頻道「人棄組合」，同年在無綫52周年台慶劇《解決師》飾演高中欖球隊隊員「周仲朗（獨狼）」而開始為人認識。2022年初，他與陳俊堅、鄭雋熹、程浩駿、林浩文一同主持節目《七線人棄王》，以及作客《思家大戰》贏得5萬元獎金兼獎品而受到關注。

## 演出作品

### 電視劇（無綫電視）
| 首播   | 劇名                  | 角色                                                                |
| 2014年 | 使徒行者              | 徐家寶下屬                                                          |
| 2014年 | 我們的天空            | 途 人（第10集）                                                     |
| 2014年 | 名門暗戰              | 伴 郎                                                               |
| 2015年 | 宦海奇官              | 宮久保守衛（第15、16集）                                            |
| 2015年 | 倩女喜相逢            | 考 生                                                               |
| 2015年 | 衝線                  | 麥迪文                                                              |
| 2015年 | 以和為貴              | 宋承祖                                                              |
| 2015年 | 樓奴                  | 廉政公署人員                                                        |
| 2015年 | 拆局專家              | 大頭手下                                                            |
| 2015年 | 陪著你走              | 俊                                                                  |
| 2015年 | 收規華                | 寶十七少朋友                                                        |
| 2015年 | 張保仔                | 小祿子                                                              |
| 2015年 | 無雙譜                | 蟹 將                                                               |
| 2015年 | 東坡家事              | 公 子                                                               |
| 2015年 | 實習天使              | 大咪手下（第1集）                                                   |
| 2015年 | 刀下留人              | 店小二                                                              |
| 2016年 | 愛情食物鏈            | 小混混（第10集）                                                    |
| 2016年 | 鐵馬戰車              | 侍 應                                                               |
| 2016年 | 公公出宮              | 德 廣                                                               |
| 2016年 | 警犬巴打              | 警 員                                                               |
| 2016年 | 潮流教主              | Lucas                                                               |
| 2016年 | EU超時任務            | 刑事警察                                                            |
| 2016年 | 愛·回家之八時入席     | 收數人士（第1集）                                                   |
| 2016年 | 愛·回家之八時入席     | TVI 營業部 ／ 市場部職員（第46、58、67、103、145、179、186、194集） |
| 2016年 | 殭                    | 阿 邦                                                               |
| 2016年 | 末代御醫              | 醫 生（第20集）                                                     |
| 2016年 | 火線下的江湖大佬      | 油麻地警署軍裝警員                                                  |
| 2016年 | 純熟意外              | 押送員（第3集）                                                     |
| 2016年 | 一屋老友記            | 婚禮司儀（第1集）                                                   |
| 2016年 | 完美叛侶              | Lucas                                                               |
| 2016年 | 城寨英雄              | 馮春美手下                                                          |
| 2016年 | 為食神探              | 記 者                                                               |
| 2016年 | 巨輪II                | 基                                                                  |
| 2016年 | 律政強人              | 記 者                                                               |
| 2016年 | 來自喵喵星的妳        | 記 者                                                               |
| 2016年 | 幕後玩家              | 榮駒手下                                                            |
| 2016年 | 致命復活              | 伙 計                                                               |
| 2016年 | 流氓皇帝              | 大宅家丁                                                            |
| 2017年 | 味想天開              | 賈正德副手                                                          |
| 2017年 | 乘勝狙擊              | 澳門司警                                                            |
| 2017年 | 迷                    | 刑事警察                                                            |
| 2017年 | 我瞞結婚了            | 手 下                                                               |
| 2017年 | 心理追凶 Mind Hunter  | 勇手下（第5 - 7集）                                                 |
| 2017年 | 全職沒女              | 新 郎                                                               |
| 2017年 | 不懂撒嬌的女人        | 楊大智                                                              |
| 2017年 | 踩過界                | 蒲 客                                                               |
| 2017年 | 超時空男臣            | 細 鳳                                                               |
| 2017年 | 同盟                  | 黑 仔                                                               |
| 2017年 | 老表，畢業喇！        | 喪食坤（第4、18、26、27集）                                         |
| 2017年 | 雜警奇兵              | 孟虎手下                                                            |
| 2017年 | 降魔的                | 刑事警察                                                            |
| 2017年 | 誇世代                | Jack（第1集）                                                       |
| 2017年 | 誇世代                | 德 仔（第3集）                                                      |
| 2017年 | 誇世代                | 富二代（第5集）                                                     |
| 2017年 | 溏心風暴3             | 吳志堅（第9、13、18、21、34、36集）                                 |
| 2017年 | 性在有情              | 齊歌手下                                                            |
| 2018年 | 波士早晨              | Sales 職員                                                          |
| 2018年 | 三個女人一個「因」    | 法庭書記（第4集起）                                                 |
| 2018年 | 果欄中的江湖大嫂      | 保 鑣                                                               |
| 2018年 | 棟仁的時光            | 貴 客（第12集）                                                     |
| 2018年 | 宮心計2深宮計         | 方 正                                                               |
| 2018年 | 天命                  | 沈初手下                                                            |
| 2018年 | 特技人                | 松 少                                                               |
| 2018年 | 跳躍生命線            | 余浩文                                                              |
| 2018年 | 是咁的，法官閣下      | 法庭書記                                                            |
| 2018年 | 兄弟                  | 陳奕文                                                              |
| 2018年 | 大帥哥                | 根本英俊助手                                                        |
| 2018年 | 救妻同學會            | 尚昇權                                                              |
| 2019年 | 婚姻合伙人            | 教 練（第13集）                                                     |
| 2019年 | 白色強人              | 李耀興手下（第7集）                                                 |
| 2019年 | 好日子                | 齊拾豹                                                              |
| 2019年 | 她她她的少女時代      | 古惑仔（第7、18集）                                                 |
| 2019年 | 街坊財爺              | 戴金仔手下                                                          |
| 2019年 | 金宵大廈              | 雄哥手下（第16、19、20集）                                          |
| 2019年 | 解決師                | 周仲朗（獨狼）                                                      |
| 2019年 | 牛下女高音            | 舞 男（第13集）                                                     |
| 2019年 | 多功能老婆            | 員 工（第23集）                                                     |
| 2020年 | 黃金有罪              | 演 員                                                               |
| 2020年 | 丫鬟大聯盟            | 突搜衛（第11集）                                                    |
| 2020年 | 大醬園                | 氈帽人                                                              |
| 2020年 | 法證先鋒IV            | 聶正弘（第19 - 21集）                                               |
| 2020年 | 機場特警              | 大 田（第1集）                                                      |
| 2020年 | 十八年後的終極告白    | 鄧旭華會計師事務所職員                                              |
| 2020年 | 降魔的2.0             | Griffin（第17集）                                                   |
| 2020年 | 那些我愛過的人        | 新 郎（第18集）                                                     |
| 2020年 | 殺手                  | 車 主（第10集）                                                     |
| 2020年 | 迷網                  | 友 人（第5、10集）                                                  |
| 2020年 | 迷網                  | 壯 漢（第8集）                                                      |
| 2020年 | 反黑路人甲            | 王 Sir（第4集）                                                     |
| 2020年 | 過街英雄              | 鋼管舞男（第10集）                                                  |
| 2020年 | C9特工                | A5 手下（第15、16集）                                               |
| 2020年 | 木棘証人              | 古惑仔（第1、2集）                                                  |
| 2020年 | 使徒行者3             | 韓建義手下（第2 - 6集）                                             |
| 2020年 | 踩過界II              | 紹宏律師行律師                                                      |
| 2021年 | 堅離地愛堅離地        | 第一隊隊員（第12、16集）                                            |
| 2021年 | 陀槍師姐2021          | Leon                                                                |
| 2021年 | 失憶24小時            | 王志淙（第23 - 26集）                                               |
| 2021年 | 愛美麗狂想曲          | 蔡思琪男友（第3集）                                                 |
| 2021年 | 伙記辦大事            | 古 仔                                                               |
| 2021年 | 逆天奇案              | 葉達信（第2 - 4集）                                                 |
| 2021年 | 一笑渡凡間            | 友德鎮衙門捕快（第9、10集）                                         |
| 2021年 | 寶寶大過天            | 主 管（第11集）                                                     |
| 2021年 | 七公主                | 便衣探員（第6集）                                                   |
| 2021年 | 把關者們              | 鄭天澤（Sky）                                                       |
| 2021年 | 我家無難事            | Mike（第13、14集）                                                  |
| 2021年 | 星空下的仁醫          | 救護員（第1集起）                                                   |
| 2021年 | 換命真相              | Hugo（第3集）                                                       |
| 2021年 | 拳王                  | 孫正光                                                              |
| 2021年 | 十月初五的月光        | 男經理（第10集）                                                    |
| 2021年 | 異搜店                | 保 安（第5集）                                                      |
| 2021年 | 愛上我的衰神          | Justin                                                              |
| 2022年 | 鐵拳英雄              | 井文強（阿井）                                                      |
| 2022年 | 雙生陌生人            | 古惑仔（第17集）                                                    |
| 2022年 | 十八年後的終極告白2.0 | 收數人士                                                            |
| 2022年 | 白色強人II            | 病人丈夫（第16集）                                                  |
| 2022年 | 痞子殿下              | 神（第19集）                                                        |
| 2022年 | 美麗戰場              | 手 下（第2集）                                                      |
| 2022年 | 有種好男人            | 石鐵仁                                                              |
| 2023年 | 新四十二章            | 羅跟班                                                              |
| 2023年 | 隱形戰隊              | 黑 仔                                                               |
| 2023年 | 法言人                | 鄧力安（Danny）                                                     |
| 2023年 | 隱門                  | 楊志強（青年）                                                      |
| 2023年 | 破毒強人              | 懲教署職員                                                          |
| 2023年 | 你好，我的大夫        | 王一宇                                                              |
| 2023年 | 新聞女王              | 姜力恆                                                              |
| 2024年 | 再見·枕邊人           | Alton                                                               |
| 2024年 | 逆天奇案2             | 新仔晨                                                              |
| 2024年 | 反黑英雄              | 樂嘉強                                                              |
| 2024年 | 異空感應              | 青年魏耀星                                                          |
| 2025年 | 富貴千團              | 區力勤（Hook）                                                      |
| 2025年 | 奪命提示              | 鄧世虎                                                              |
| 2025年 | 刑偵12                | 夏 軻                                                               |

### 綜藝節目（無綫電視）
| 首播   | 節目名                    | 備註                                     |
| 2014年 | 瘋狂夏水禮                | 固定演出（助手）                         |
| 2021年 | 明星運動會                | 固定演出（男子乒乓球（銀牌）項目）       |
| 2021年 | TVB攜手創無限節目博覽2022 | 固定演出                                 |
| 2022年 | 七線人棄王                | 與陳俊堅、鄭雋熹、程浩駿及林浩文合作主持 |
| 2023年 | 獎門人聖誕感謝祭          |                                          |

### 電影
| 首播   | 電影名     | 角色           |
| 2016年 | 鴨王2      | Sushi 朋友     |
| 2017年 | 拆彈專家   | 刑事警察       |
| 2019年 | 家和萬事驚 | 男護士         |
| 2020年 | 拆彈專家2  | 反恐特勤隊隊員 |

## 外部連結
- 姚宏遠的Facebook專頁
- Nobody Production 人棄組合的Facebook專頁
- 姚宏遠的新浪微博
- 姚宏遠的Instagram帳戶
- 姚宏遠在香港影庫上的簡介